# Parc national du sitch de Kamianska
Le parc naturel national du sietch de Kamianska est une aire protégée en Ukraine dans le raïon de Beryslav de l'oblast de Kherson.

## Histoire
Le parc de 12 161,14 hectares est classé depuis le 11 avril 2019. Il se situe en rive droite du Dnipro

## En quelques images
Le parc est autour du village de Respoublikanets, au nord de Beryslav.

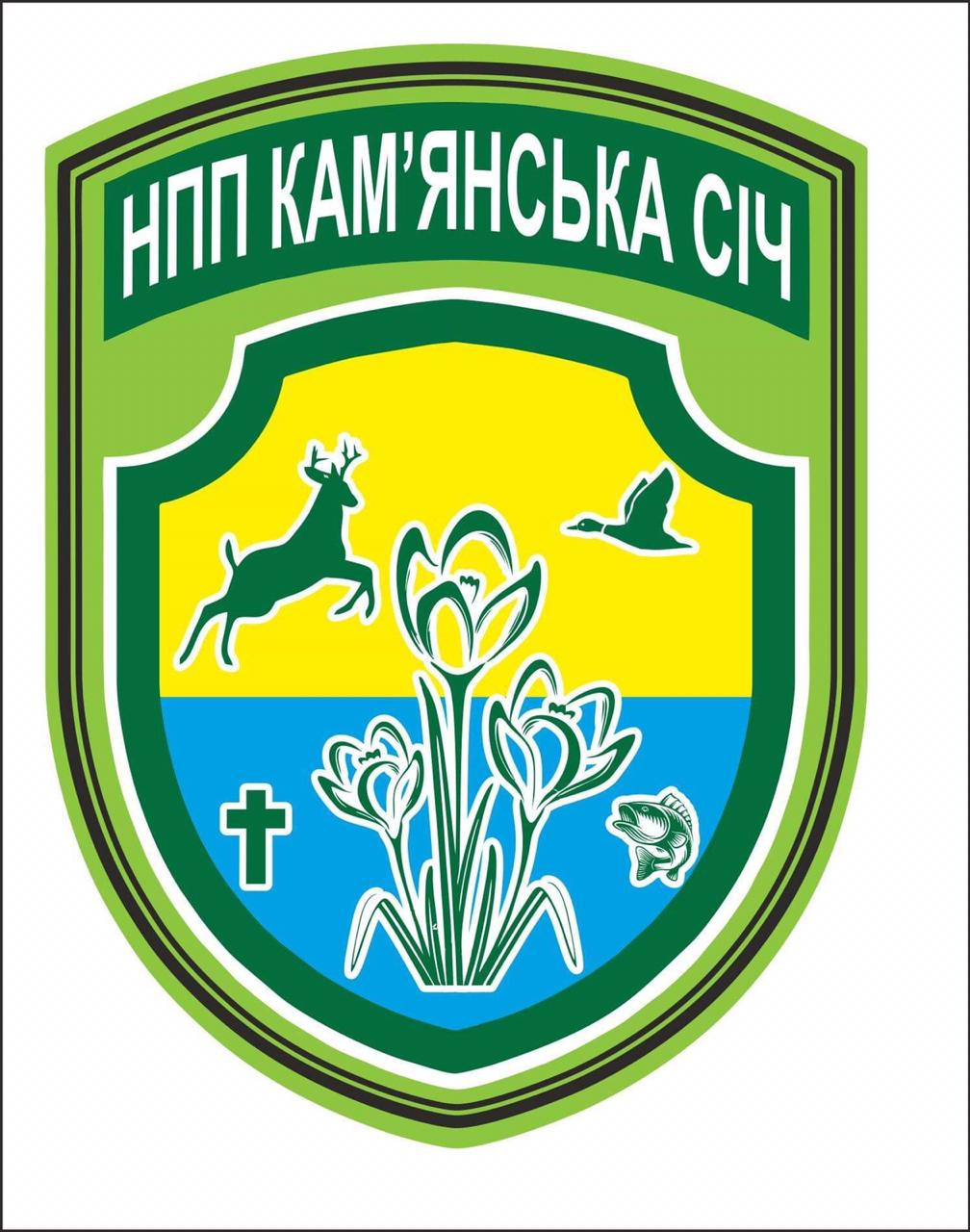
Logo,
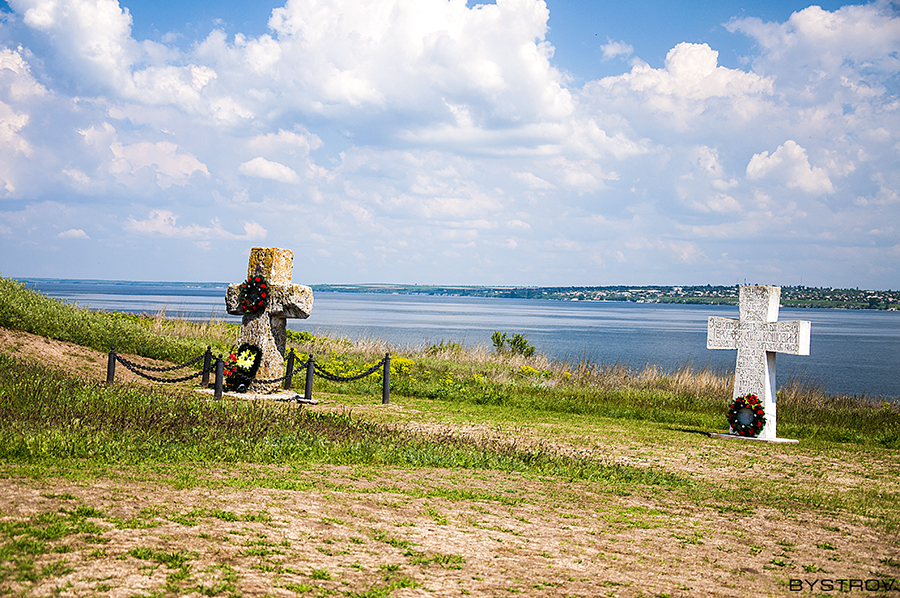
le sietch de Kamianska,
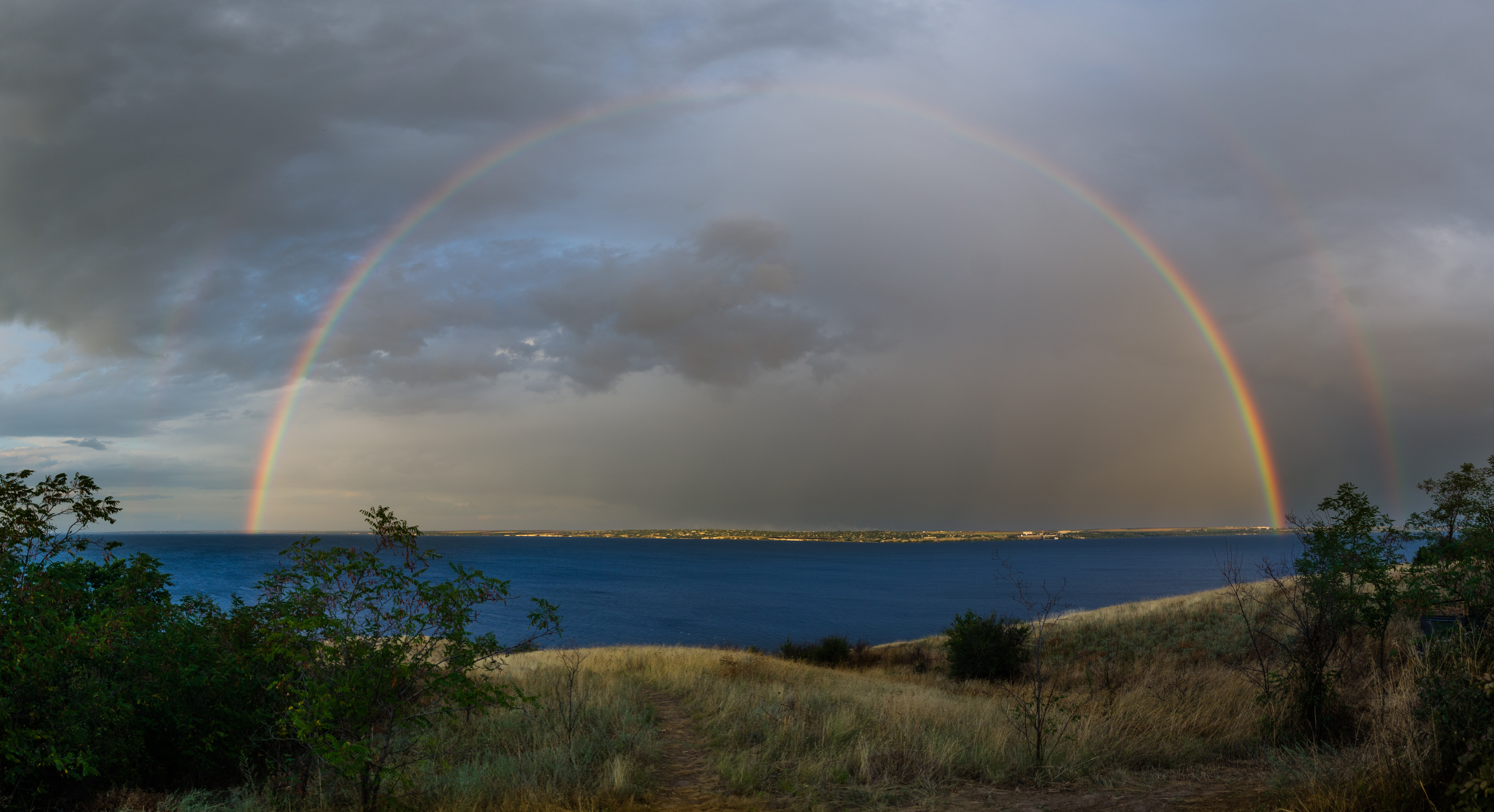
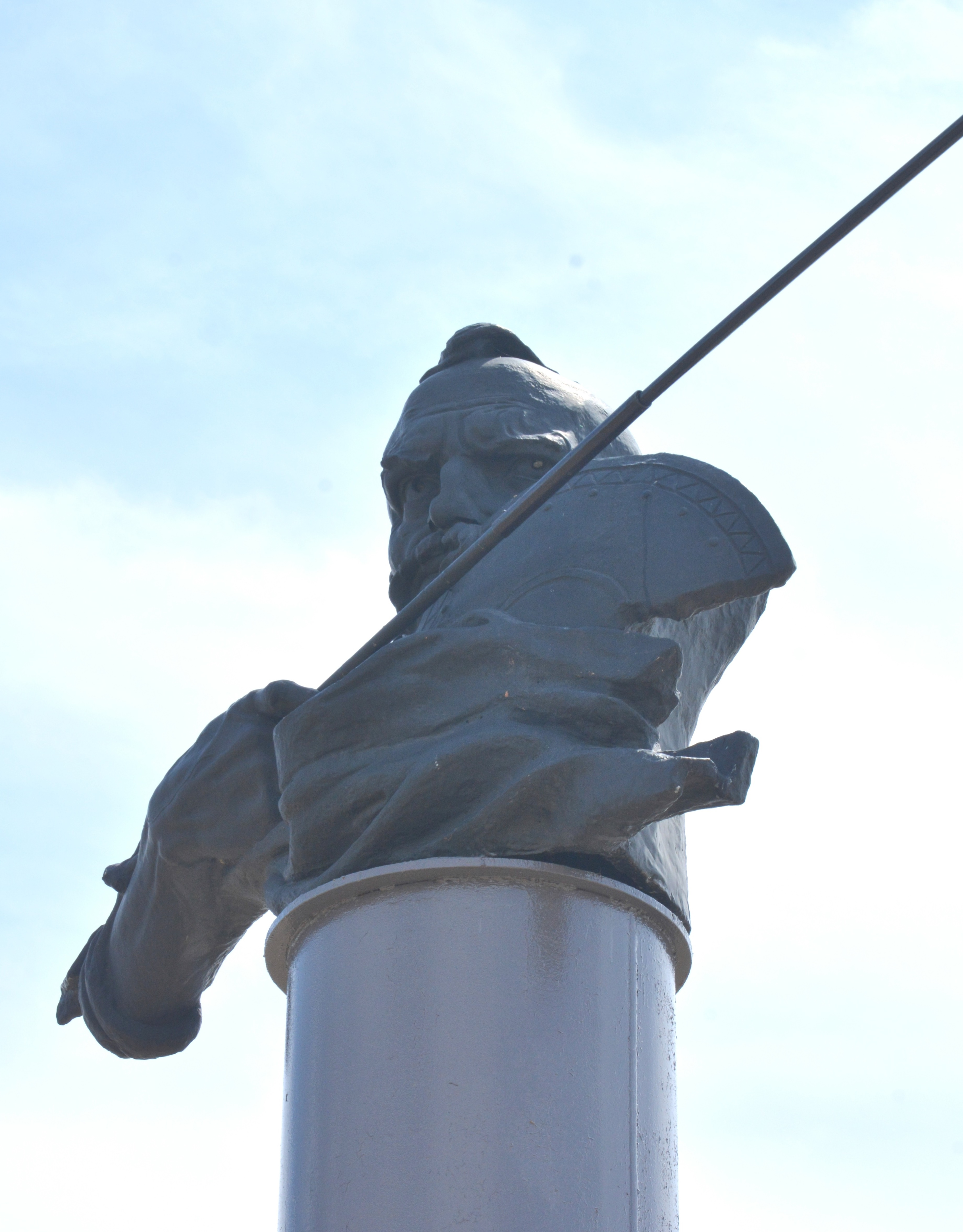
monument à Kost Hordienko classé[2].